# 偉康科技
偉康科技(英語：WebComm Technology)，是台灣一家資訊軟體公司，現為上櫃公司，主要提供智能數位金融服務，包含資安技術、智能數據以及雲端服務。取得FIDO網路身分識別UAF認證的軟體開發商。曾受美國CIO Advisor APAC雜誌評為亞太區前十大金融行業數位轉型解決方案提供商。
2020年，加入台灣區塊鏈大聯盟。
2021年，加入FIDO國際聯盟會員、金管會FinTech Space、數位經濟暨產業發展協會(DTA)以及《iThome臺灣資安市場地圖》， 同年獲選CIO Advisor APAC國際雜誌亞太區前十大數位轉型解決方案提供商。
2022年，使用FIDO國際強認證標準推出無密碼認證「OETH雲端身分認證SaaS服務」，將其技術導入科技供應鏈零件製造商。 並取得經濟部工業局認證「資訊安全服務機構能量登錄」與資安院「政府零信任網路身分鑑別功能」。

獲得2023與2024台灣精品獎。

## 歷史
- 2018年，獲選 IBM 全球核心供應商。[11]
- 2019年，取得 FIDO 網路身份識別 UAF 及 FIDO2 認證。
- 2020年，資訊安全管理認證，ISO / IEC 27001認證。
- 2021年，參加國際監理科技黑客松競賽，榮獲eKYC主題「多元數位身分驗證」優勝。[12]

## 外部連結
- 偉康科技官方網站 （页面存档备份，存于）
- 偉康科技部落格 （页面存档备份，存于）
- Facebook粉絲專頁-偉康科技洞察室 （页面存档备份，存于）
- Youtube 偉康科技頻道 （页面存档备份，存于）